# Saison 2 de Sanctuary
Chronologie
Saison 1 Saison 3
Cet article présente le guide des épisodes de la deuxième saison de la série télévisée canadienne Sanctuary.

## Généralités
- Cette deuxième saison est composée de 13 épisodes.

### Invités
- Callum Blue : Edward Forsythe

## Épisodes

### Épisode 1:Renaissance (1repartie)
- Titre original : End of Nights- Part 1
- Numéro(s) : 14 (2-01)
- Diffusion(s) :
  -  Canada /  États-Unis : 9 octobre 2009 sur Syfy
  -  France : 30 mars 2010 sur Syfy Universal
  -  Québec : 23 août 2010 sur Ztélé[1]
- Audience(s) :
- Invité(es) : Agam Darshi
- Résumé :

L'équipe du Sanctuaire rencontre Kate Freelander, une escroc ayant des rapports avec la Cabale, dans l'intention de récupérer Ashley. Cependant, Magnus découvre que Freelander les a menés vers un piège et que sa fille est entièrement aux mains de la Cabale...

### Épisode 2:Renaissance (2epartie)
- Titre original : End of Nights - Part 2
- Numéro(s) : 15 (2-02)
- Diffusion(s) :
  -  Canada /  États-Unis : 16 octobre 2009 sur Syfy
  -  France : 30 mars 2010 sur Syfy Universal
  -  Québec : 30 août 2010 sur Ztélé[2]
- Audience(s) :
- Invité(es) :
- Résumé :

La situation devient plus sinistre lorsque Magnus et son équipe découvrent que la Cabale a transformé Ashley en une créature étrange et qu'ils ont aussi transformé 5 anciens orphelins avec l'aide du sang originel avec les mêmes pouvoirs qu'Ashley. Ainsi l'équipe de destruction de la Cabale possède le pouvoir de se téléporter, de régénération, la force, la rapidité et l'agilité des vampires qu'ils utilisent pour détruire le réseau mondial des Sanctuaires. Seuls 2 Sanctuaires sur 6, Londres et celui de Magnus, résistent aux assauts d'Ashley. Lorsque l'équipe de la Cabale menée par Ashley attaque le Sanctuaire de Magnus, cette dernière parvient à faire recouvrer la raison à sa fille quelques instants, assez pour que la jeune fille se rende compte de la situation, et se sacrifie en emportant avec elle un autre soldat dans la mort, laissant Magnus noyée par le chagrin....

### Épisode 3:L'Ultime espoir
- Titre original : Eulogy
- Numéro(s) : 16 (2-03)
- Diffusion(s) :
  -  Canada /  États-Unis : 23 octobre 2009 sur Syfy
  -  France : 6 avril 2010 sur Syfy Universal
  -  Québec : 6 septembre 2010 sur Ztélé[3]
- Audience(s) :
- Invité(es) :
- Résumé :

Il est maintenant l'heure de la reconstruction et de la réhabilitation pour le réseau des Sanctuaires. De leur côté, Magnus et Druitt sont tracassés par le sort de leur fille. La première, persuadée qu'il y a un moyen de ramener Ashley passe son temps à émettre des hypothèses qu'elle tente de rendre vraisemblables aux yeux de Will alors que Druitt part en guerre contre les membres de La Cabale et les élimine les uns après les autres pour venger sa fille. Will sort Magnus de sa quête irréalisable puis les membres du Sanctuaire se réunissent pour les obsèques d'Ashley.

### Épisode 4:Le Super-Héros
- Titre original : Hero
- Numéro(s) : 17 (2-04)
- Diffusion(s) :
  -  Canada /  États-Unis : 30 octobre 2009 sur Syfy
  -  France : 6 avril 2010 sur Syfy Universal
  -  Québec : 13 septembre 2010 sur Ztélé[4]
- Audience(s) :
- Invité(es) :
- Résumé :

Au cours d'une mission de routine pour récupérer un Anormal, Will et Declan se retrouvent face à un super-héros pour le moins étrange. Magnus et toute l'équipe vont devoir enquêter sur cet individu qui fait parler de lui.

### Épisode 5:Pavor Nocturnus
- Titre original : Pavor Nocturnus
- Numéro(s) : 18 (2-05)
- Diffusion(s) :
  -  Canada /  États-Unis : 6 novembre 2009 sur Syfy
  -  France : 13 avril 2010 sur Syfy Universal
  -  Québec : 20 septembre 2010 sur Ztélé[5]
- Audience(s) :
- Invité(es) :
- Résumé :

Helen Magnus se réveille dans un monde infesté par les zombies qui ont presque exterminés la race humaine. Les quelques survivants doivent rejoindre une colonie au pôle nord où se battre pour éliminer les créatures sanguinaires. Magnus retrouve Will transformé en guerrier luttant contre les zombies. Ce dernier apprend à Magnus qu'elle a disparu il y a déjà quelques années alors qu'elle tentait de trouver un remède pour rendre les zombies à nouveau humains. Mais alors que les zombies avancent dans le Sanctuaire en ruines, Magnus se souvient d'une ancienne mission où elle était partie à la recherche d'un élixir capable de raccourcir sa vie, à la suite de la mort d'Ashley. Alors que les zombies tuent Will et s'apprêtent à s'en prendre à Magnus, cette dernière réalise que tout est de sa faute car c'est l'élixir qui est la cause de la transformation des humains. Mais Helen retrouve sa réalité et accepte finalement de continuer à vivre.

### Épisode 6:Le Pleskidarsus
- Titre original : Fragments
- Numéro(s) : 19 (2-06)
- Diffusion(s) :
  -  Canada /  États-Unis : 13 novembre 2009 sur Syfy
  -  France : 13 avril 2010 sur Syfy Universal
  -  Québec : 27 septembre 2010 sur Ztélé[6]
- Audience(s) :
- Invité(es) : Colin Cunningham (Gérald)
- Résumé :

Henry, en association avec une biologiste, ont pour mission d'étudier un Anormal. Tout va bien, jusqu'au jour où, inexplicablement, cet Anormal se retourne contre la biologiste avec une rare agressivité pour son espèce.

### Épisode 7:Veritas
- Titre original : Veritas
- Numéro(s) : 20 (2-07)
- Diffusion(s) :
  -  Canada /  États-Unis : 20 novembre 2009 sur Syfy
  -  France : 20 avril 2010 sur Syfy Universal
  -  Québec : 4 octobre 2010 sur Ztélé[7]
- Audience(s) :
- Invité(es) : Erica Cerra
- Résumé :

Une source anonyme signale un meurtre. La victime n'est autre que Bigfoot, et les recherches sur les circonstances de sa mort avançant, Magnus devient très vite le suspect et doit être soumise à une enquête du réseau des Sanctuaires. Mais le comportement de Magnus devient imprévisible et les 3 télépathes envoyés pour questionner Helen décident de l'isoler. Mais Will et Kate parviennent à lui rendre sa lucidité et Magnus leur révèle que tout faisait partie d'un plan qu'elle avait mis au point car elle savait que l'un des télépathes était un traître à la recherche de Big Bertha, le plus puissant phénomène du monde capable de contrôler les plaques tectoniques et les marées.

### Épisode 8:Le Calamar et le Scorpion
- Titre original : Next Tuesday
- Numéro(s) : 21 (2-08)
- Diffusion(s) :
  -  Canada /  États-Unis : 4 décembre 2009 sur Syfy
  -  France : 20 avril 2010 sur Syfy Universal
  -  Québec : 11 octobre 2010 sur Ztélé[8]
- Audience(s) :
- Invité(es) :
- Résumé :

Partis en mission en hélicoptère récupérer un Anormal très rare, Will et Magnus s'écrasent sur une plate-forme pétrolière immédiatement après avoir récupéré l'Anormal. L'épisode finit plutôt en queue de poisson, car il laisse présager une suite, ce qui n'arrive pas : en effet, à la toute fin, les deux héros semblent perdus en haute mer et sans trop d'espoir d'être secourus...

### Épisode 9:Pénitence
- Titre original : Penance
- Numéro(s) : 22 (2-09)
- Diffusion(s) :
  -  Canada /  États-Unis : 11 décembre 2009 sur Syfy
  -  France : 27 avril 2010 sur Syfy Universal
  -  Québec : 18 octobre 2010 sur Ztélé[9]
- Audience(s) :
- Invité(es) : Michael Shanks
- Résumé :

Magnus et son équipe sont en train de préparer un rendez-vous avec Jimmy, un Anormal très vieil ami de Magnus, qui a un important colis pour elle. Malheureusement, un autre anormal intervient et le groupe est obligé de se séparer. Kate est blessée et se retrouve avec Jimmy tandis que Will est enlevé et sert d'échange avec le conteneur énergétique que transporte Jimmy. En se remettant de ses blessures et en discutant avec lui, Kate découvre que c'est Jimmy qui par le passé a déposé la bombe qui a tué son père. Kate ne sait pas si elle doit se venger ou pas. Finalement, Jimmy se sacrifie pour aider Magnus et ses collègues.

### Épisode 10:Vampires
- Titre original : Sleepers
- Numéro(s) : 23 (2-10)
- Diffusion(s) :
  -  Canada /  États-Unis : 18 décembre 2009 sur Syfy
  -  France : 27 avril 2010 sur Syfy Universal
  -  Québec : 25 octobre 2010 sur Ztélé[10]
- Audience(s) :
- Invité(es) :
- Résumé :

À la suite d'un accident de la route aux circonstances particulières, Magnus et son équipe sont amenés à enquêter sur la disparition de jeunes gens ayant pour point commun le passage dans un centre de désintoxication au Mexique dirigé par Nikola Tesla. Ce dernier a mis au point un nouveau sérum capable de rester inactif durant des années dans le corps de ses patients et de se réveiller à leur mort en les ressuscitant en vampires. Un groupe de 5 jeunes devient vampires et enlève Tesla pour qu'il les initie au mode de vie des vampires. Mais Nikola est furieux car ses projets sont mis à jour et Helen veut remettre les choses en place. Aidée par Will et Kate, Magnus trouve l'antidote au sérum de Nikola qui parvient à rendre humain 4 des 5 vampires. Lorsqu'il soigne le cinquième vampire, ce dernier parvient à rendre humain Nikola avec l'antidote. Ainsi la race des vampires disparaît et Nikola découvre le pouvoir de contrôler le métal…

### Épisode 11:Hanté
- Titre original : Haunted
- Numéro(s) : 24 (2-11)
- Diffusion(s) :
  -  Canada /  États-Unis : 8 janvier 2010 sur Syfy
  -  France : 4 mai 2010 sur Syfy Universal
  -  Québec : 1er novembre 2010 sur Ztélé[11]
- Audience(s) :
- Invité(es) :
- Résumé :

Grâce à l'aide de Druitt pour se téléporter, Magnus parvient à sauver de la noyade des Anormaux d'un bateau en avarie et à les recueillir au Sanctuaire. Néanmoins, peu après, une des survivantes est retrouvée morte dans le Sanctuaire et tout porte à croire que l'assassin n'est autre que Druitt. Après des recherches et plusieurs attaques contre les membres du Sanctuaire, Henri découvre que le bâtiment est possédé par une puissante créature qui a décidé de tous les éliminer. De son côté, Druitt exprime son nouvel état d'esprit apaisé à Helen qui comprend que la créature était à l'intérieur de Druitt et qu'elle s'en est échappée alors qu'elle tentait de le ramener à la vie. Finalement, John avoue son amour à Helen et se téléporte près de la créature pour qu'elle revienne en lui. Bien que la créature reprenne le contrôle de son corps, John se téléporte, sans savoir où il se rend, pour s'éloigner d'Helen et la protéger.

### Épisode 12:Le Culte de Kali (1repartie)
- Titre original : Kali - Part 1
- Numéro(s) : 25 (2-12)
- Diffusion(s) :
  -  Canada /  États-Unis : 15 janvier 2010 sur Syfy
  -  France : 4 mai 2010 sur Syfy Universal
  -  Québec : 8 novembre 2010 sur Ztélé[12]
- Audience(s) :
- Invité(es) : Callum Blue, Paul McGillion
- Résumé :

À la suite d'étranges phénomènes dans le monde des Anormaux, certains sont pris de folie passagère, Magnus décide d'envoyer Will et Kate enquêter sur un meurtre à Bombay, qui pourrait être lié à la situation actuelle. Peu de temps après leur arrivée sur place, Will et Kate découvrent que la victime était membre du culte de Kali. Ils découvrent une statuette sur laquelle une petite araignée reprend vie et entre durant la nuit en Will. Le lendemain matin, le jeune homme est mal-en-point et a des visions d'une belle jeune femme. Mais un homme d'affaires qui cherche à tout prix à s'emparer de la créature entrée en Will parvient à capturer le jeune homme et à s'emparer de l'araignée qui d'après Magnus est capable de contrôler Big Bertha…

### Épisode 13:Le Culte de Kali (2epartie)
- Titre original : Kali - Part 2
- Numéro(s) : 26 (2-13)
- Diffusion(s) :
  -  Canada /  États-Unis : 15 janvier 2010 sur Syfy
  -  France : 4 mai 2010 sur Syfy Universal
  -  Québec : 15 novembre 2010 sur Ztélé[13]
- Audience(s) :
- Invité(es) : Paul McGillion
- Résumé :

Kate parvient à retrouver Will et le ramène au Sanctuaire de Bombay où Magnus parvient à le stabiliser, mais le jeune homme est toujours en contact avec Kali alias Big Bertha. Cette dernière parvient à s'échapper de sa prison sous le contrôle de son ravisseur décidé à lui faire détruire le monde. Un directeur de Sanctuaire rejoint Magnus à Bombay et lui dit qu'elle doit éliminer Big Bertha et que les autres membres du réseau des Sanctuaires lui accorde 72 heures. Magnus quitte son homologue pour chercher Big Bertha alors que le nouvel arrivant court-circuite Magnus en s'attaquant à Big Bertha avec des bombes. La créature qui était enfin calmée grâce à Will s'énerve et utilise son pouvoir pour créer un raz de marée après que Magnus ait appris sa suspension et son incarcération…